# イタリア公園
イタリア公園（イタリアこうえん）は、東京都港区東新橋一丁目10番20号にある港区立の公園。「日本におけるイタリア2001年」を記念し同国から寄贈されたもの。面積3,660.02平方メートルの街区公園。トスカーナ・ルネッサンス様式の本格的なイタリア式庭園の外観でイタリア製の彫刻、噴水がある。汐留イタリア街に隣接している。

## ギャラリー

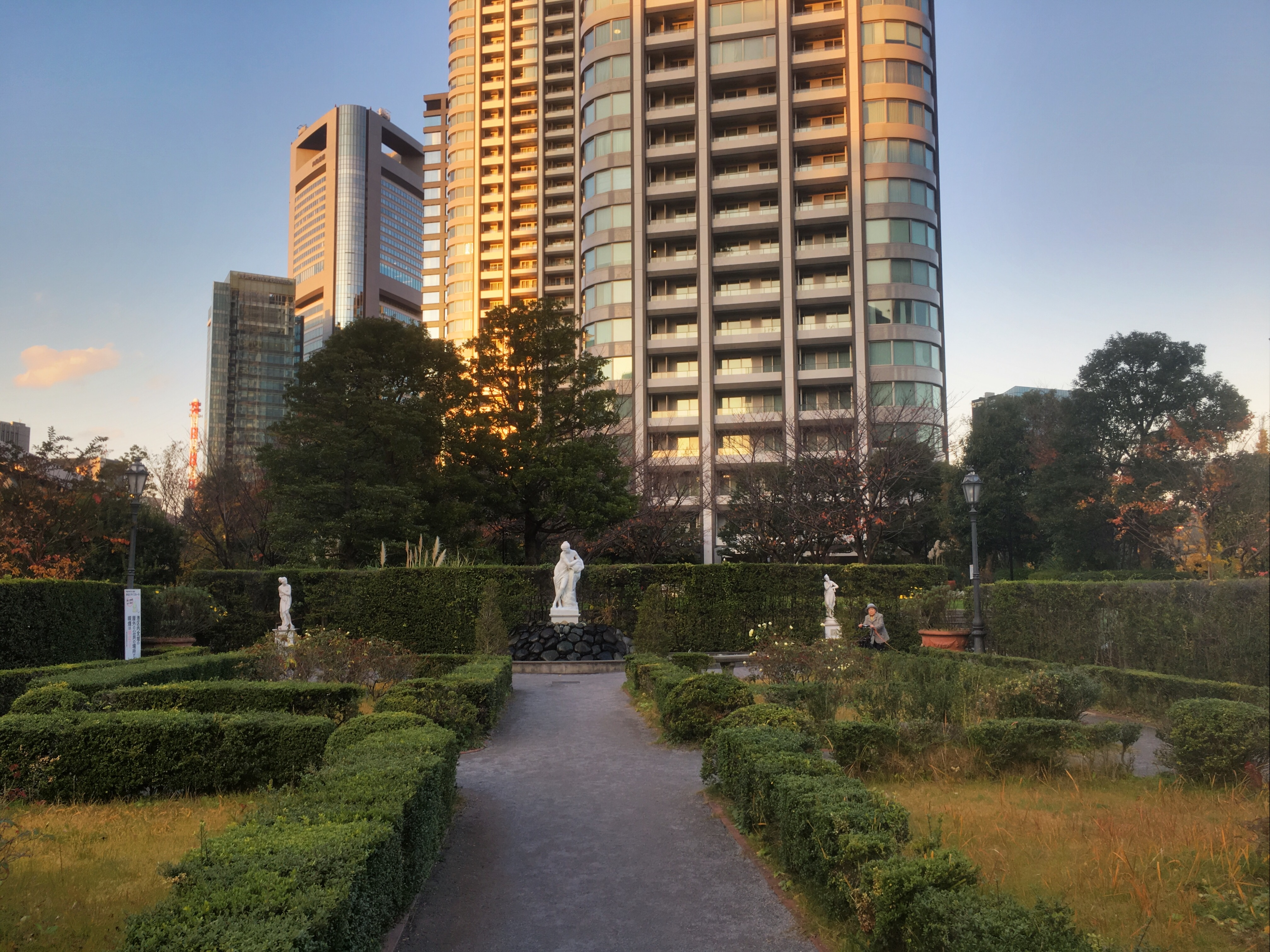
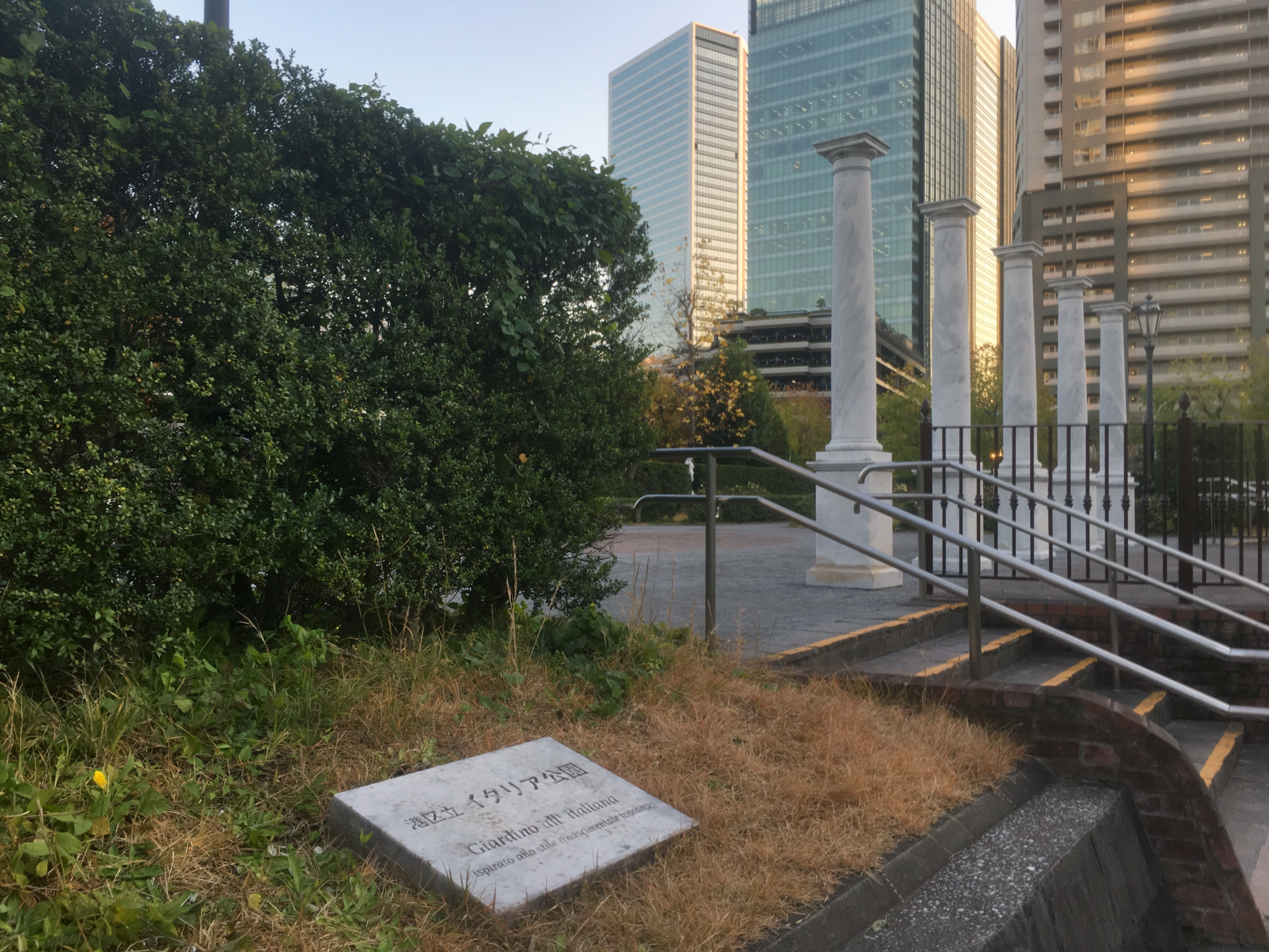

## アクセスなど
- 都営地下鉄大江戸線 汐留駅から徒歩5分。
- 都営大江戸線「汐留」駅8番出口より徒歩10分
- JR「浜松町」駅北口より徒歩10分
- 駐車場:なし
- 料金:入園無料。

## 近在の施設
- 旧芝離宮恩賜庭園
- 浜離宮恩賜庭園